# Léo Silva
Hugo Leonardo Silva Serejo, znany jako Léo Silva (ur. 24 grudnia 1985 w São Luís) – brazylijski piłkarz występujący na pozycji pomocnika, zawodnik Kashima Antlers.

## Kariera piłkarska
Od 2003 roku występował w brazylijskich klubach: Cruzeiro EC, Ipatinga, Botafogo FR, Americana i Portuguesa oraz japońskim Albirex Niigata.
1 stycznia 2017 podpisał kontrakt z japońskim klubem Kashima Antlers, umowa do 31 stycznia 2020.

## Sukcesy
Ipatinga
- Zwycięzca Campeonato Mineiro: 2005

Cruzeiro EC
- Zwycięzca Campeonato Mineiro: 2008

Botafogo FR
- Zwycięzca Taça Guanabara: 2009

Albirex Niigata
- Zwycięzca Pucharu Japonii: 2016

Kashima Antlers
- Zdobywca drugiego miejsca J1 League: 2017
- Zdobywca drugiego miejsca Pucharu Japonii: 2019
- Zwycięzca Superpucharu Japonii: 2017
- Zwycięzca Azjatyckiej Ligi Mistrzów: 2018